# Cha Min-kyu
Cha Min-kyu (차민규?; Anyang, 16 marzo 1993) è un pattinatore di velocità su ghiaccio sudcoreano.

## Palmarès

### Olimpiadi
- 1 medaglia:
  - 1 argento (500 metri a Pyeongchang 2018).
  - 1 argento (500 metri a Pechino 2022).

### Mondiali distanza singola
- 1 medaglia:
  - 1 argento (sprint a squadre a Inzell 2019).

### Mondiali sprint
- 1 medaglia:
  - 1 bronzo (sprint a squadre a Hamar 2020).

### Giochi asiatici
- 1 medaglia:
  - 1 bronzo (500 m a Sapporo 2017).

### Universiadi
- 2 medaglie:
  - 2 ori (500 m e 1000 m ad Almaty 2017).